# Bugarag
Bugarag (nom occità; el nom oficial francès és Bugarach) és una vila del Llenguadoc. Administrativament és part del departament de l'Aude i a la regió d'Occitània, al districte de Limós, dins el cantó de Coisan. Té una població de 200 habitants i una superfície de més de 2.600 hectàrees i se situa a prop de 450 metres d'altitud sobre el nivell del mar.
El seu nom antic s'esmenta en llatí com a Bugaragium o Bugraragium (del cèltic veru-karaio 'rocassa corba' segons Joan Coromines que en catalanitza l'ortografia en Bugaraig). El puig de Burgarag, de 1.231 metres, és el punt més alt de les Corberes, i es troba al terme municipal. A la vora hi ha un pont romà i l'estany de la Vèna, on es pesquen truites.
Del començament d'aquest segle ençà aquest vilatge s'ha fet famós per uns estrats geològics situats al revés del que és habitual, les capes més antigues damunt i les més modernes davall, en un fenomen conegut com a encavalcament. N'és freqüent la visita per part de seguidors de New Age, que atribueixen aquest fenomen a un refugi construït per extraterrestres.

## Patrimoni
Un dels sectors més importants de l'economia de la regió és el turisme de muntanya i cultural, atrets pel patrimoni càtar, com el castell de Perapertusa o el de Querbús.
Burgarag té un molí al lloc anomenat la Vielassa i una església dedicada a Sant Martí.